# Parque nacional Otishi
El parque nacional Otishi es un área protegida peruana ubicada al norte de la cordillera de Vilcabamba entre el distrito de Río Tambo (en la provincia de Satipo, departamento de Junín) y el distrito de Echarate (en la provincia de La Convención, departamento del Cuzco).
La creación del parque nacional Otishi es el resultado de uno de los procesos más antiguos en la historia de los parques nacionales del Perú. Los esfuerzos de conservación del área se remontan a 1965, cuando la Unión Panamericana (hoy OEA) propuso al Estado del Perú la creación del parque nacional del Cutivireni, promoviendo la protección de una parte del entonces bosque nacional del Apurímac debido a su belleza natural. El pedido se basaba en hallazgos previos de los investigadores Wolfram Drewes y José Lizárraga (1961), por la revista National Geographic (1963) y por el Plan Peruvia, elaborado por el ingeniero Alfonso Rizo Patrón en 1964. Diez años después, en 1974 las misiones franciscanas de la selva central, a través del vicario de San Ramón, plantearon el gobierno militar de aquella época la creación de áreas de protección en la cordillera, para salvaguardar la singular belleza de la zona, así como las áreas ocupadas por los asháninkas.
En 2021 la Unesco reconoció al parque nacional Otishi como zona núcleo de la reserva de biosfera Avireri-Vraem.

## Información básica
- Categoría: Parque nacional[3]
- Fecha de creación: 15 de enero de 2003[3]
- Ley de creación: Decreto Supremo n.º 003-2003-AG[3]
- Superficie: 305 973,05 ha[3]
- Ubicación: Parte alta del extremo norte de la cordillera Vilcabamba, provincia de Satipo del departamento de Junín y la provincia de La Convención del departamento del Cusco.
- Ecorregión: Yunga fluvial[4]

### Objetivos[5]
Preservar la diversidad biológica, la dinámica del ecosistema y resaltar la belleza paisajística del lugar.

### Especies que protege
En fauna: el mono maquisapa (Ateles paniscus), el mono aullador (Alouatta seniculus), el tití pigmeo (Cebuelo pigmaea), el oso hormiguero gigante (Mymercophaga tridactyla), el oso de anteojos o meni (Tremarctos ornatus), el gallito de las rocas (Rupicola peruviana), el águila arpía (Harpia harpyja), el ocelote (Felis pardalis), el margay (Felis wierdii) y la lagartija (Proctoporus titans). El parque protege además una muy diversa flora silvestre que cuenta con grupos como las palmeras y helechos entre sus principales y más diversos exponentes.

## Otishi

### Orígenes
En 1987, la recientemente formada Asociación para la Conservación del Patrimonio de Otishi (ACPC), completa un recorrido terrestre hasta llegar al puente natural Pavirontsi. El inmenso arco de piedra que forma esta formación geológica fue reportado inicialmente por Alfonso Rizo Patrón, y sus medidas lo convierten en el puente natural más grande del mundo. A su regreso, los expedicionarios convocaron a una conferencia de prensa en la que resaltaron la necesidad de su protección, elevando una nueva propuesta para la creación de un parque nacional, basada en sus hallazgos y en el creciente consenso que la idea del parque despertaba en la población local. En 1988, un sector del Bosque Nacional del Apurímac se convirtió en zona reservada del Apurímac, separando Vilcabamba de otras zonas en donde la colonización descontrolada estaba causando la acelerada destrucción de los bosques.
En 1989, la comunidad científica incluyó Vilcabamba entre las áreas de mayor prioridad para la conservación en el Perú,. Los años siguientes, marcados por la violencia política en el país, significaron un alto a la colonización que amenazaba la zona. Sin descuidar el apoyo a la emergencia que vivía la población indígena, las organizaciones ambientalistas presentaron una nueva propuesta concordada para el establecimiento de un parque y dos reservas comunales en la zona reservada del Apurímac, en 1994. Debido a los inmensos problemas del Estado, esta propuesta fue dejada en suspenso. La imposibilidad de acceder de forma segura a la zona impidió completar la información requerida para proceder a la declaración de las nuevas áreas protegidas.
Gracias a la coordinación de ACPC y Conservación Internacional, un equipo de biólogos extranjeros y peruanos logra realizar dos expediciones a la cordillera en 1997 y 1998: las conclusiones del equipo del Programa de Evaluación Rápida (Rapid Assesment Program) confirman la existencia de nuevas especies y una extraordinaria diversidad biológica. Para 1999, ACPC y el Centro de Desarrollo Indígena Amazónico (CEDIA), con el apoyo de Conservación Internacional, deciden unir esfuerzos para culminar el proceso de establecimiento de las áreas protegidas y se avocan a realizar un intenso trabajo de campo. Con la información recopilada en esta etapa, que enriquecía el trabajo de más de diez años de cada institución, ACPC y CEDIA brindan el soporte técnico para que las propias federaciones indígenas sean las que lideren un nuevo y definitivo esfuerzo para la declaración de las áreas protegidas de Vilcabamba. En un proceso participativo y amplio, representantes indígenas de 36 comunidades nativas asentadas en la región, sus representantes regionales y nacionales, junto con diversas organizaciones ambientalistas, bajo el auspicio del INRENA, alcanzan el consenso necesario para que finalmente, el 15 de enero de 2003, después de casi 40 años, el parque nacional Otishi fuera declarado como tal.

### Importancia
Científicos de varias nacionalidades y grupos de conservación en todo el mundo han reconocido la biodiversidad única de Vilcabamba. En 1990, el Taller Internacional para la Conservación de Áreas Prioritarias en la Amazonía llevado a cabo en Manaus, Brasil, con más de cien especialistas, determinó la necesidad de conservar el extremo norte de la cordillera Vilcabamba debido a la enorme biodiversidad y endemismo. En 1994, el área fue considerada por especialistas peruanos una de las trece áreas con la prioridad de conservación más alta del Perú.
Las dos características mencionadas anteriormente para la zona (biodiversidad y endemismo) son condicionadas por factores fisiográficos, climáticos y edáficos poco comunes en la cuenca amazónica, como son el aislamiento de la cordillera dentro de un ambiente selvático, con áreas en el límite de las tierras bajas y la transición hacia ambientes andinos; la amplia variación en los rangos de altitud y precipitación en la zona (de 500 a  4300 m s. n. m. y entre 1200 a 5600 mm de precipitación anual), y la singular composición calcárea de los suelos, que contrasta notablemente con los suelos comúnmente ácidos del resto de la Amazonía del Perú.
Al sobrevolar la cordillera Vilcabamba, se puede observar una sucesión de picos de gran altura totalmente desprovistos de vegetación, que emergen de valles nubosos compuestos por pajonales de puna que lentamente se transforman en bosques de queñual y posteriormente dan paso a bosques de ceja de selva, en su camino hacia la baja Amazonía. En su vertiente occidental, la pendiente de la cordillera es elevada, con inclinaciones moderadas. Sin embargo, hacia la vertiente oriental del Urubamba, la cordillera cambia radicalmente mostrando inmensos abismos, con laderas formadas por paredes de roca calcárea.
En este parque nacional también se encuentra las cataratas las Tres Hermanas, la más alta del Perú y la tercera más alta del mundo.

### Joyas de Vilcabamba
Debido a la composición calcárea de los suelos, Otishi es una de las zonas de mayor concentración de cataratas del Perú. Hasta el momento se han identificado más de veinticinco cascadas importantes en le cuenca del río Cutivireni, el cual nace en las cumbres de la cordillera. Sobre el Cutivireni se encuentra el Pavirontsi, un gigantesco arco de roca de doscientos cincuenta metros de largo y ciento treinta metros de ancho. Esta estructura natural forma un túnel de sesenta y dos metros de alto, y sesenta y cinco metros de ancho que se asemeja a la bóveda de una catedral. Sobre el río Parijaroni, un tributario del Cutivireni, se encuentra la catarata de Parijaro, la más grande de las reportadas, con doscientos treinta metros de caída. La imagen de ella aparecida en la portada de la revista National Geographic sirvió para apoyar la conservación de Otishi y la cordillera de Vilcabamba.
Otishi incluye ambientes considerados de ceja de selva y altoandinos. Debido a esta condición, se pueden encontrar en el Parque especies de fauna de ambientes andinos y de la transición andino-amazónica. Según los investigadores, la diversidad de aves en la zona alcanza las 450 especies, de un total de 1760 en el país entero. La fauna local incluye especies amenazadas, sobre todo en las partes medias y bajas de la cordillera. Entre estas especies se pueden mencionar el mono maquisapa (Ateles paniscus) conocido por los asháninkas como osheto, el mono lanudo (Alouatta senículus), el titi pigmeo (Cebuela pígmaea), el oso hormiguero gigante (Mymercophaga tridactyla), el oso de anteojos o meni (Tremarctos ornatus), el gallito de las rocas (Rupicula peruviana), entre otras. Otras especies amenazadas presentes en el área son el águila arpía (Harpia harpyja), considerada rara en toda la Amazonía, y otras dos especies cuyo estado es indeterminado; el ocelote (Felis pardalis) y el margay (Felis wiedii). Se encontraron también un total de ciento veintitrés especies de murciélagos, siendo tres de ellas recientemente descubiertas por la ciencia. 12 de las 16 especies de anuros y reptiles colectados entre los 3300 y  2000 m s. n. m. son nuevos reportes para el conocimiento occidental.
Más de veintiséis mil nativos asháninkas y matsiguengas viven en las áreas aledañas al parque nacional Otishi y las reservas comunales. Durante los últimos siglos, ellos han sido los principales guardianes de la singular riqueza de Otishi y Vilcabamba. Gracias a la labor del Estado, de las organizaciones ambientalistas y de sus propias instituciones representativas, ellos serán en adelante, guardianes formales de los tesoros de Vilcabamba.